# Pontificio Seminario Romano Minore
Il Pontificio Seminario Romano Minore è il seminario minore della diocesi di Roma, nato per volere di papa Pio X il 29 giugno 1913 dalla divisione del Seminario romano in maggiore e minore e con la confluenza in quest'ultimo del Seminario vaticano.

## Storia

### Seminario Romano
Il 15 luglio 1563, nel corso della XXIII sessione del concilio di Trento, con il canone XVIII fu stabilita per la formazione al sacerdozio degli adolescenti l'istituzione dei seminari; questi avrebbero avuto un carattere diocesano o provinciale a seconda del numero degli alunni.

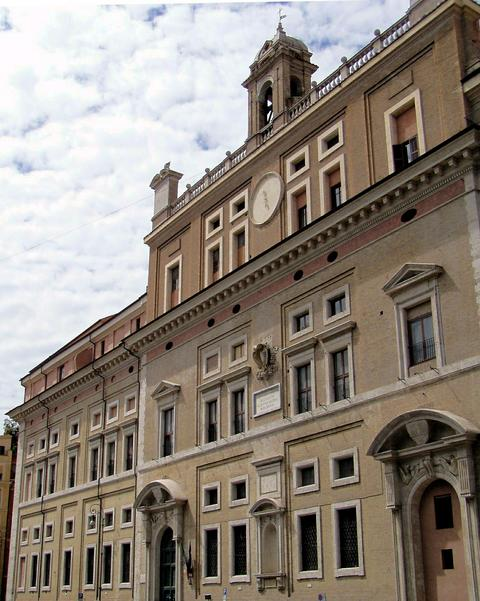
Il Collegio Romano, sede del Seminario Romano dal 1774 al 1824 e dal 1848 al 1850.

A Roma, già dal 1457 esisteva un collegio fondato dal cardinale Domenico Capranica per assicurare ai giovani meno abbienti della città una formazione adeguata al sacerdozio, la cui gestione amministrativa era affidata all'Arciconfraternita del Santissimo Salvatore ad Sancta Sanctorum e i cui alunni seguivano il corso di teologia presso la vicina Università della Sapienza. Papa Pio IV decise di istituire un seminario diocesano da collocarsi nel palazzo Pallavicini in Campo Marzio, all'angolo tra le odierne via dei Prefetti e via di Campo Marzio, che fu aperto con la denominazione di "Seminario Romano" il 1 febbraio 1565 e, secondo accordi presi in precedenza, affidato alla Compagnia di Gesù, senza però l'intenzione di far entrare i futuri sacerdoti, dopo la loro ordinazione, all'interno della Compagnia stessa; gli alunni del seminario, ben presto aumentati di numero, frequentarono le lezioni presso il Collegio Romano fino al settembre 1772, quando il seminario chiuse. Alla riapertura, nel novembre 1774, fu affidato a sacerdoti diocesani, essendo stata nel frattempo soppressa la Compagnia di Gesù (21 luglio 1773).
La comunità del Seminario Romano non era formata soltanto da giovani maturi già decisi di voler diventare sacerdoti, ma anche da più giovani ancora non certi della loro vocazione, mentre i primi avevano bisogno di concentrazione per lo studio e pratiche di pietà severe, i secondi necessitavano di una formazione diversa, con esercizi di pietà adeguati alla loro età; per questi motivi, sul finire del XIX secolo la situazione non era semplice da gestire e in merito Domenico Maria Jacobini, allora nunzio apostolico per il Portogallo, tra il 1891 e il 1895 auspicò la costruzione di due nuovi edifici nella zona dei Prati di Castello, uno per il seminario minore e l'altro per il seminario maggiore, uniti da un'unica chiesa, cosicché gli alunni potessero essere seguiti adeguatamente in base alla loro età. La riforma auspicata da monsignor Jacobini, che riguardava anche i programmi delle materie di studio, non trovò applicazione e il Seminario Romano rimase nel palazzo annesso alla basilica di Sant'Apollinare, attualmente sede della Pontificia Università della Santa Croce.

### Seminario Vaticano
Papa Urbano VIII, con la bolla Quoniam ad agrum del 25 ottobre 1636 fondò un seminario, chiamato "Seminario Vaticano", i cui alunni avevano anche il compito del servizio liturgico presso la basilica di San Pietro.

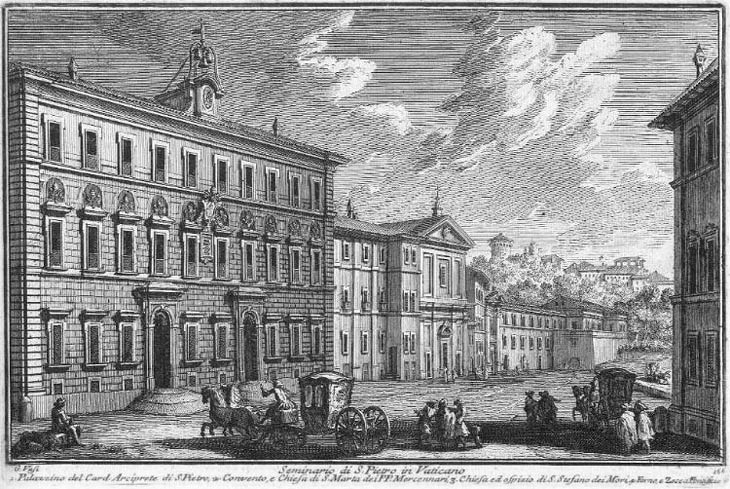
Il Seminario Vaticano e la chiesa di Santa Marta in un'incisione di Giuseppe Vasi (XVIII secolo).

La sua prima sede fu nei pressi della chiesa dei Santi Michele e Magno, prima di trasferirsi all'interno delle Mura Leonine, in un palazzo appositamente costruito nel 1729 per volere del cardinale Annibale Albani di fianco alla chiesa di Santa Marta, attualmente sede del Tribunale di prima istanza della Città del Vaticano.
Nel 1886 il Seminario Vaticano entrò in possesso dello stabile che era stato fino al 1861 un convento dell'Ordine dei frati minori cappuccini, situato a Torri in Sabina, riadattato come residenza estiva del seminario per la villeggiatura estiva da luglio a ottobre.
Gli alunni furono esclusivamente ragazzi frequentanti il ginnasio, quando alla struttura fu annessa una facoltà teologica (chiusa agli inizi del secolo successivo) e, con la bolla di papa Leone XIII Quod Romani Pontifices del 1896, anche una filosofica; lo stesso documento stabilì che rettore, canonico prefetto e canonici deputati fossero di nomina pontificia (pertanto il seminario assunse il titolo di "pontificio"), mentre l'arciprete della basilica di San Pietro avrebbe avuto sull'istituto la stessa giurisdizione che un vescovo ha nella propria diocesi.

### Pontificio Seminario Romano Minore
Papa Pio X emanò il 29 giugno 1913 la costituzione In praecipuis con la quale riformò i seminari romani: il Seminario Romano fu diviso in maggiore e minore. Il primo, accorpato al Seminario Pio e al Seminario Lombardo, avrebbe accolto gli alunni dediti allo studio della filosofia e della teologia e avrebbe avuto la sua sede in un nuovo palazzo presso la basilica di San Giovanni in Laterano; il secondo, nel quale sarebbe confluito il Seminario Vaticano, avrebbe avuto la medesima sede di quest'ultimo e avrebbe accolto gli alunni del ginnasio; entrambi avrebbero avuto superiori propri e il minore sarebbe rimasto, come un tempo il Vaticano, amministrato dall'arciprete della basilica Vaticana, allora Mariano Rampolla del Tindaro, e, solo dopo la morte di quest'ultimo (16 dicembre 1913), dal 6 gennaio successivo dal cardinale vicario.

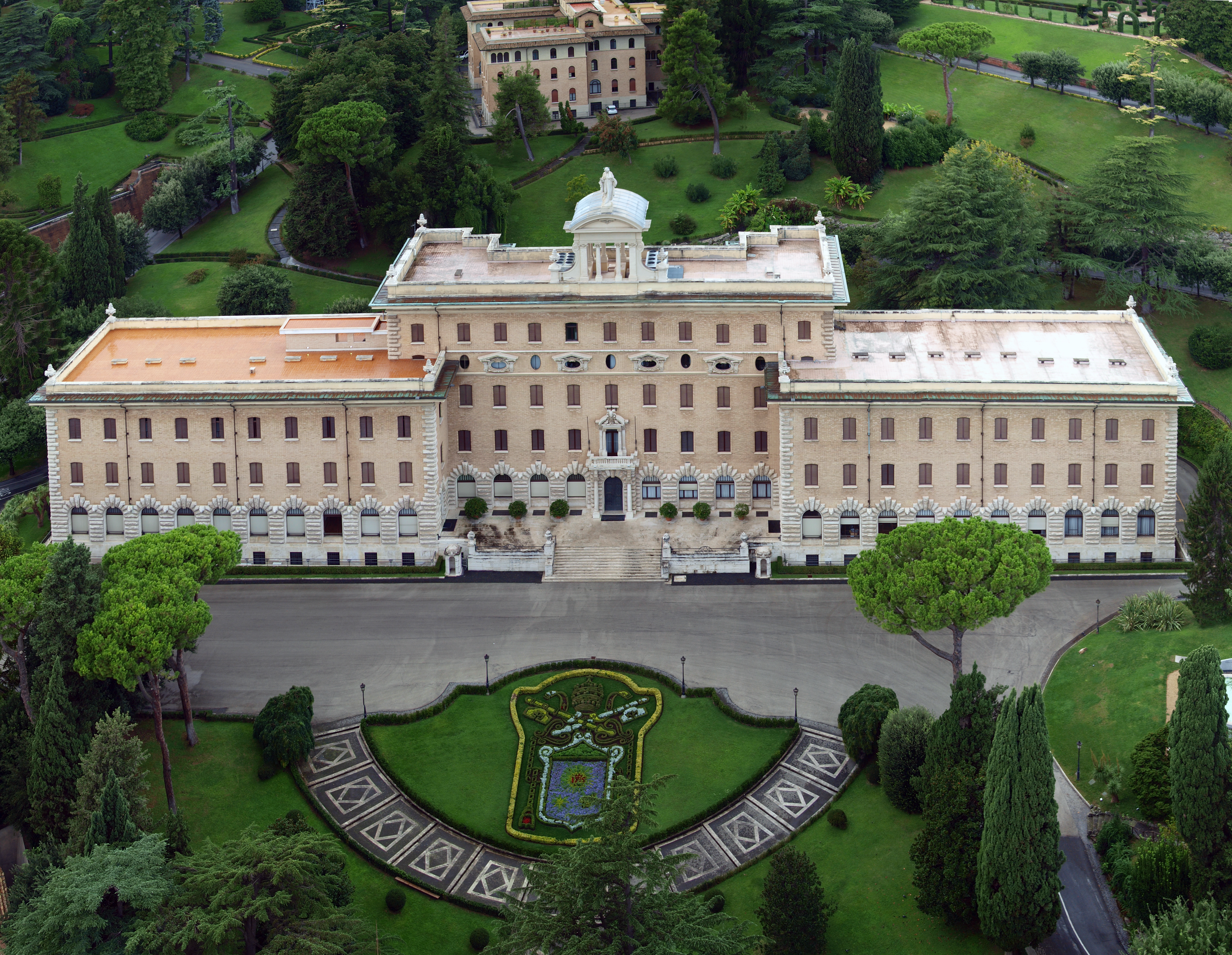
Il palazzo del Governatorato in Vaticano: nacque come sede del Pontificio Seminario Romano Minore, ma non svolse mai questa funzione essendo stato convertito in sede del Governatorato dello Stato della Città del Vaticano.

Subito dopo la firma dei Patti Lateranensi (11 febbraio 1929) su volontà di papa Pio XI cominciò un radicale intervento urbanistico all'interno della Città del Vaticano in base ad un piano regolatore ideato dal papa stesso; nel 1931 il palazzo del Seminario Romano Minore fu pesantemente rimaneggiato su progetto di Giuseppe Momo ed adibito a sede del Tribunale di prima istanza, mentre l'annessa chiesa di santa Marta fu demolita. Lo stesso architetto aveva progettato nel 1926 l'attuale palazzo del Governatorato come più grande sede per il seminario; tuttavia esso non svolse mai questo compito in quanto sorse soltanto tra il 1929 e il 1931 per accogliere il governatorato dello Stato della Città del Vaticano.
Il Pontificio Seminario Romano Minore si trasferì nel 1933 in un nuovo palazzo appositamente costruito subito fuori dalle Mura Vaticane, all'incrocio tra via Aurelia e viale Vaticano, nei pressi dell'antica Porta Pertusa. Il nuovo edificio si rivelò presto insufficiente cosicché, nel 1953, papa Pio XII ordinò l'ampliamento della struttura con l'edificazione di un ulteriore piano e di una nuova cappella – completata nel 1954 – dedicata alla Madonna della Perseveranza, patrona del seminario. Nel 1992, su progetto dell'architetto Carlo Bevilacqua, la cappella è stata restaurata con l'installazione delle vetrate policrome e la realizzazione della nuova area presbiterale comprendente il coro.
In vista del Giubileo del 2000 l'intero edificio fu interessato da un intervento di restauro ed in parte convertito (ala ovest e piani superiori dell'ala nord) in una struttura per l'accoglienza dei pellegrini gestita dal Vicariato di Roma. Il 7 maggio 2010 fu inaugurata la nuova sede della biblioteca e dell'archivio del seminario, mentre nella prima metà del 2014 fu restaurata l'aula magna "Giovanni XXIII".

## Strutture

### Sede

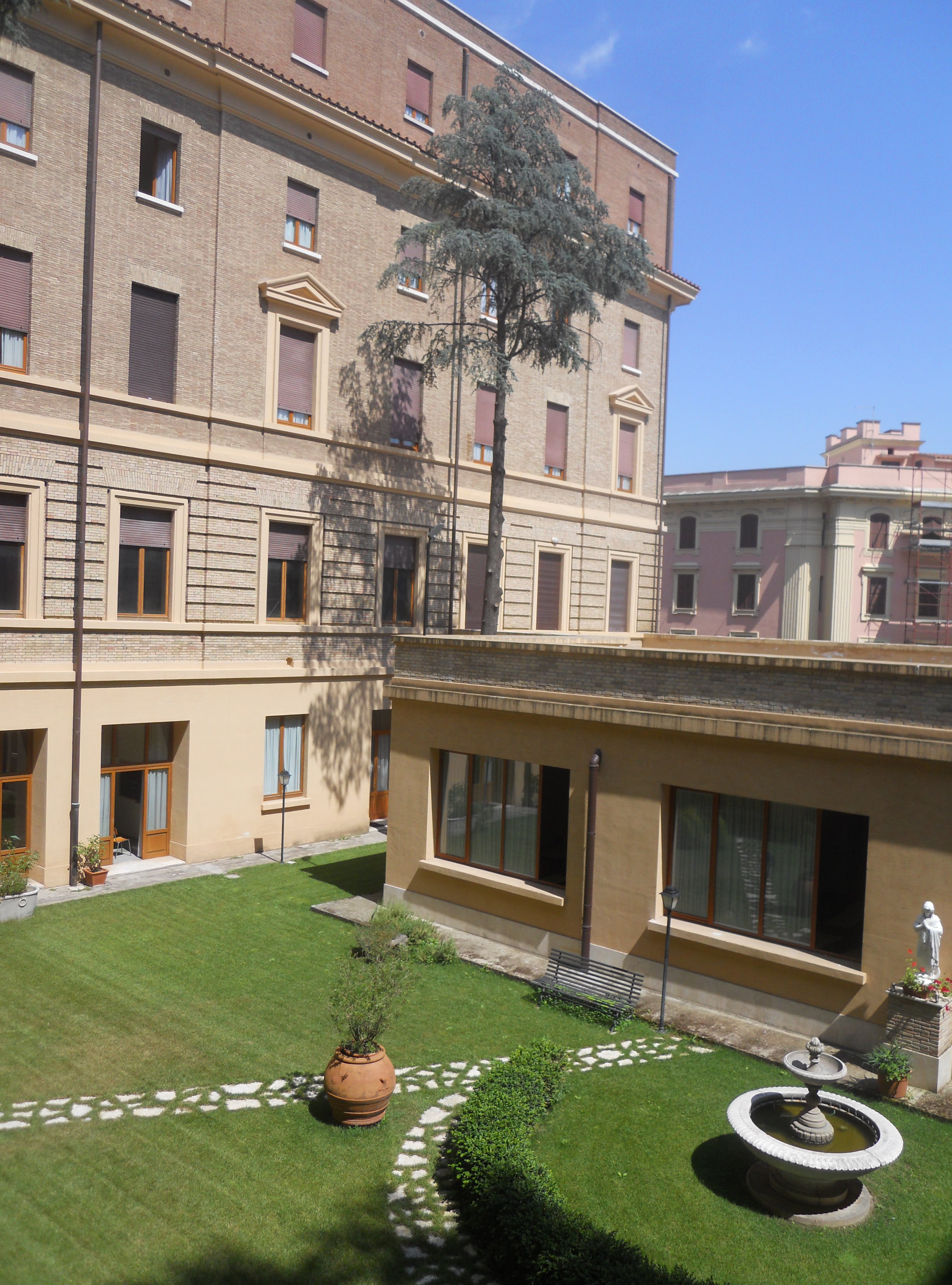
Il cortile interno del Seminario, intorno al quale si sviluppa la struttura.

La sede del Pontificio Seminario Romano Minore si trova a Roma, in viale Vaticano 42, prospiciente l'eliporto della Città del Vaticano; l'edificio fu appositamente costruito su progetto di Giuseppe Momo agli inizi degli anni 1930, ed entrò in funzione nel novembre 1933.
L'edificio si articola su tre lati attorno ad un cortile centrale quadrangolare: l'ala orientale è interamente adibita a seminario, come parte di quella centrale, nella quale si trovano le due cappelle; quella occidentale, invece, ospita la Casa Bonus Pastor, una struttura per pellegrini gestita dal Vicariato di Roma. All'interno dell'edificio, dal 1970-1972, trova sede l'Istituto pontificio sant'Apollinare che occupa interamente la quarta ala, lungo il versante meridionale.
Il palazzo si eleva per quattro piani, esternamente presenta un paramento murario in mattoncini marroni con elementi decorativi e architettonici d'intonaco crema, parimenti ai timpani triangolari che adornano alcune finestre del secondo piano. Il portone d'ingresso, situato nell'ala est, è sormontato dallo stemma marmoreo di papa Pio IX, similmente alla finestra centrale della biblioteca, posta al centro dell'ala nord, con affaccio sul cortile, al secondo piano.

#### Cappelle

##### Cappella maggiore dei santi Protomartiri Romani

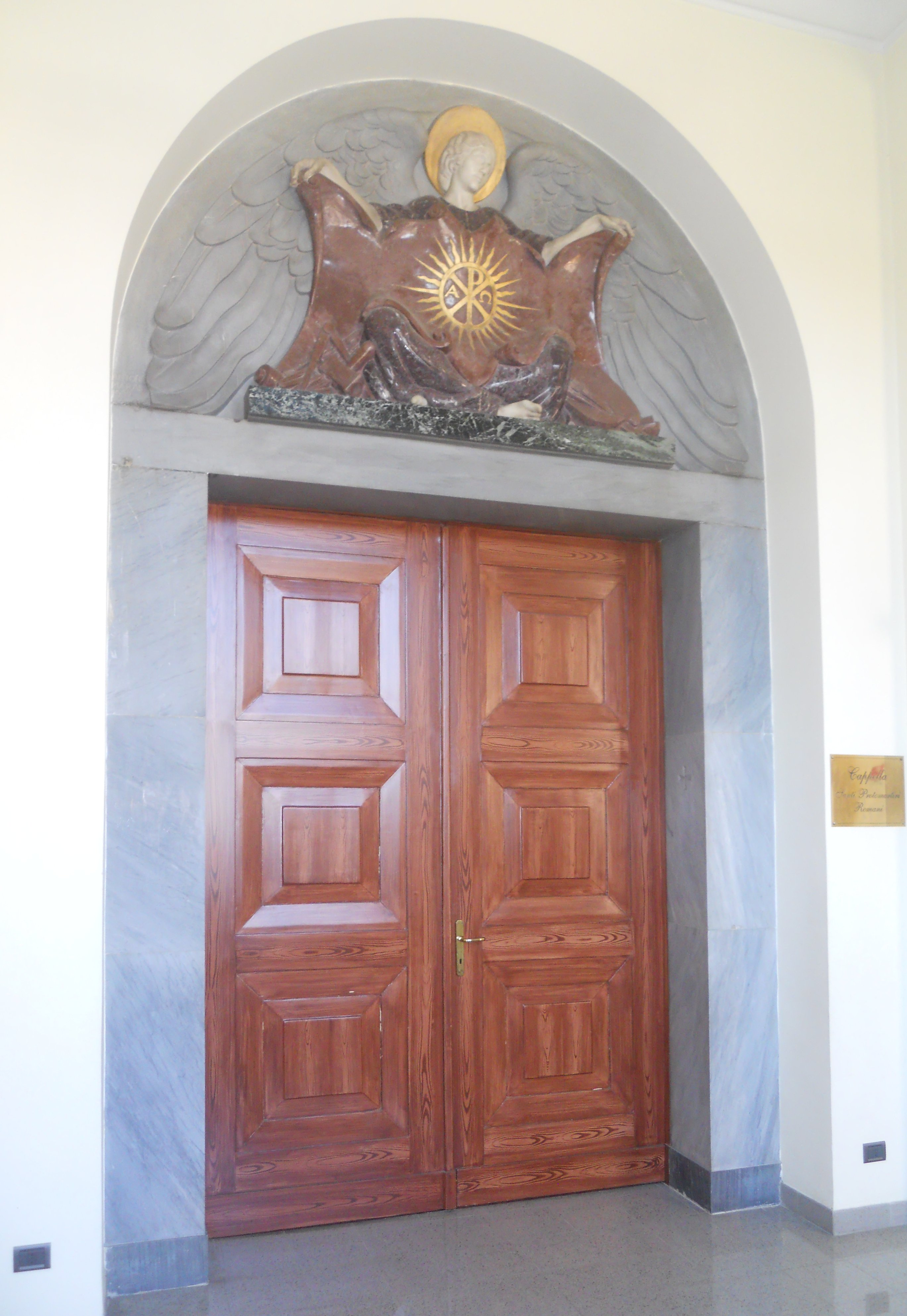
Il portale della cappella dei Santi Protomartiri Romani.

La cappella maggiore, dedicata ai santi Protomartiri Romani per volere di papa Pio XI, è collocata al primo piano dell'edificio, con triplice ingresso lungo il corridoio dell'ala settentrionale; il portale centrale è sormontato da una lunetta semicircolare che presenta, al suo interno, un altorilievo raffigurante l'Angelo delle arti di Antonio Maraini (1932), originariamente destinato ad adornare il portone interno dell'ingresso dei Musei Vaticani.
L'ambiente è costituito da un'unica navata coperta con soffitto a cassettoni in muratura e illuminata da slanciate finestre rettangolari che si aprono nelle pareti laterali. Al di sopra dell'ingresso, vi è un'ampia cantoria, sorretta da tre archi a tutto sesto poggianti su pilastri a pianta quadrata rivestiti da lastre marmoree; essa ospita un piccolo altare con busto raffigurante papa Pio X, e un armonium costruito agli inizi del XX secolo dalla ditta Cottino di Parigi.
Nella parete di fondo si apre l'abside semicircolare, interamente occupata dall'area presbiterale, rialzata di due gradini rispetto al resto della chiesa. In posizione avanzata, trovano posto, al centro, l'altare maggiore e a sinistra, l'ambone, ambedue in marmo bianco di Carrara. La parete al di sopra dei seggi lignei è decorata con l'affresco San Pietro benedice i Protomartiri Romani di Mario Barberis, autore anche della fascia decorativa dipinta che corre lungo le pareti della cappella, con citazioni e metafore bibliche; su soffitto dell'ambiente, piano, la Colomba dello Spirito Santo.

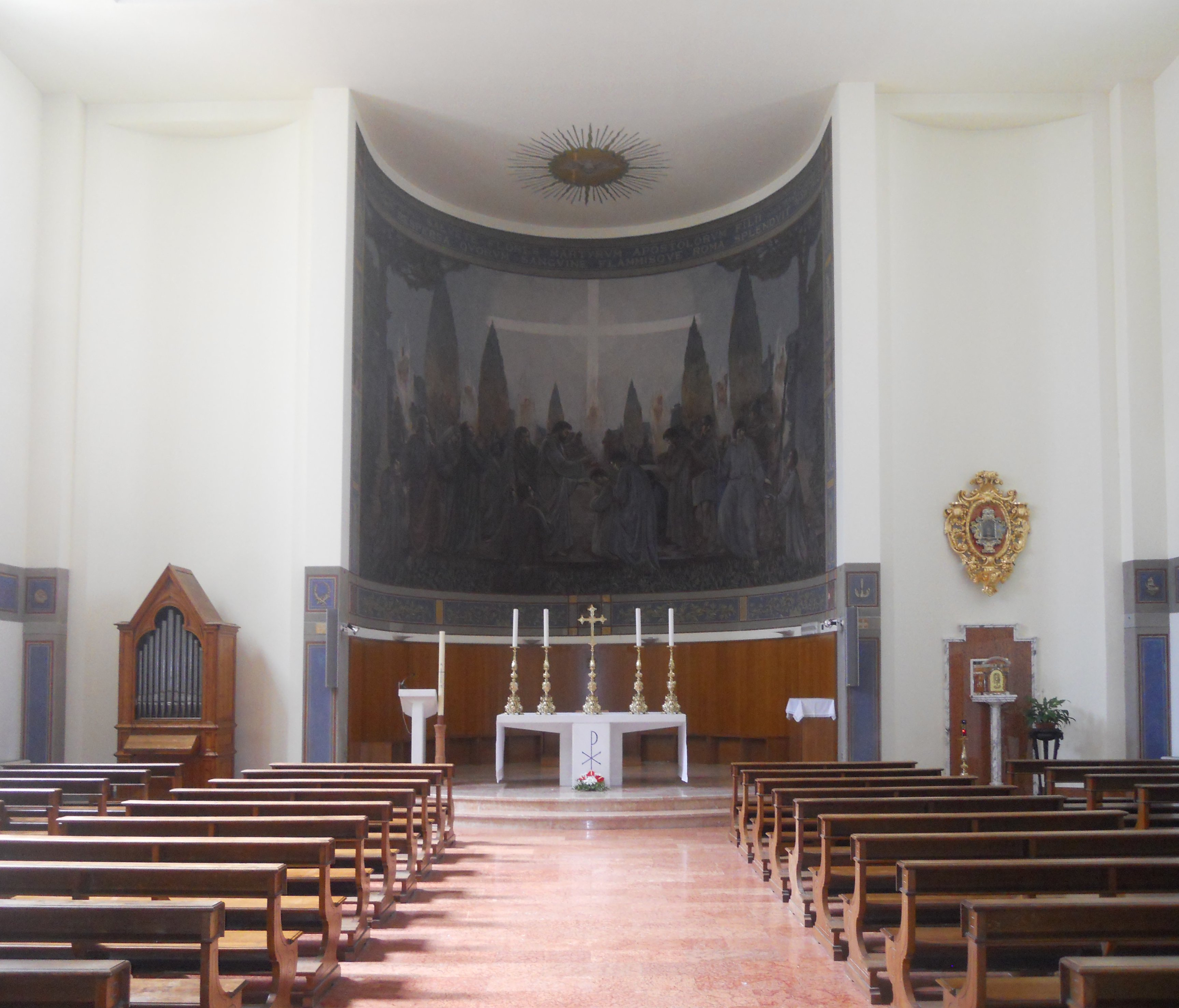
Interno della cappella dei Santi Protomartiri Romani.

Ai lati dell'abside, vi sono due absidiole poco profonde: quella di destra ospita il tabernacolo barocco in marmi policromi (installato nel 2011), sormontato da una copia dipinta su legno dell'immagine della Madonna della Perseveranza, inserita all'interno di una ricca cornice scolpita e dorata, che ospitò l'originale fino al 1954; quella di sinistra, invece, ospita l'organo a canne, costruito da Zeno Fedeli nel 1906. Lo strumento è racchiuso all'interno di una cassa lignea in stile neogotico e dispone di duecento canne per un totale di quattro registri (Principale 8', Bordone 8', Viola 8', Ottava 4', i primi tre con la prima ottava in comune); la trasmissione è meccanica e la consolle ha un'unica tastiera di cinquantasei note e pedaliera dritta di dodici note, priva di registri propri e costantemente unita al manuale.

##### Cappella della Madonna della Perseveranza
Lungo il corridoio dell'ala settentrionale dell'edificio, si trova una seconda cappella dedicata alla Madonna della Perseveranza, patrona del Seminario; essa fu costruita nell'ambito degli ampliamenti del 1954 in sostituzione di una cappella più piccola che, divisa da una parete in due ambienti, ne costituisce attualmente l'ingresso e la sacrestia.

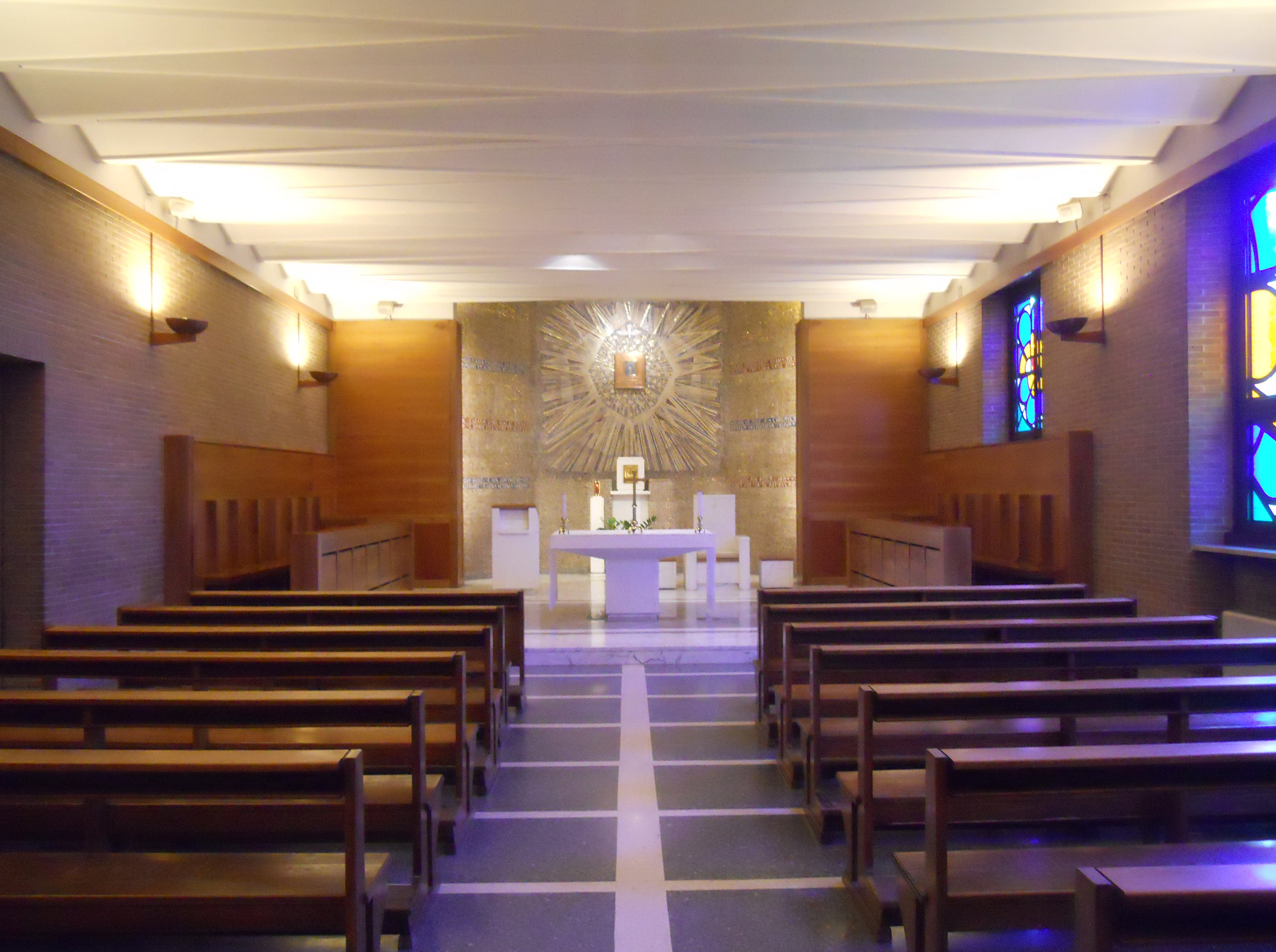
Interno della cappella della Madonna della Perseveranza.

Il luogo di culto è costituito da un'unica aula a pianta rettangolare, con paramento murario in mattoni; l'ingresso si apre dalla parete laterale di sinistra, mentre in controfacciata vi sono un crocifisso ligneo e le stazioni della Via Crucis. Al termine della navata, rialzato di un gradino rispetto al resto della chiesa, trova luogo il presbiterio, realizzato nel 1992 su progetto di Carlo Bevilacqua, i cui arredi marmorei sono al centro l'altare (in posizione avanzata), a sinistra l'ambone e a destra la sede presidenziale; ai due lati, gli stalli lignei del coro. Nella parete di fondo si apre l'abside, poligonale, interamente decorata con un moderno mosaico policromo, con al centro, entro una moderna cornice, l'immagine della Madonna della Perseveranza.

#### Biblioteca

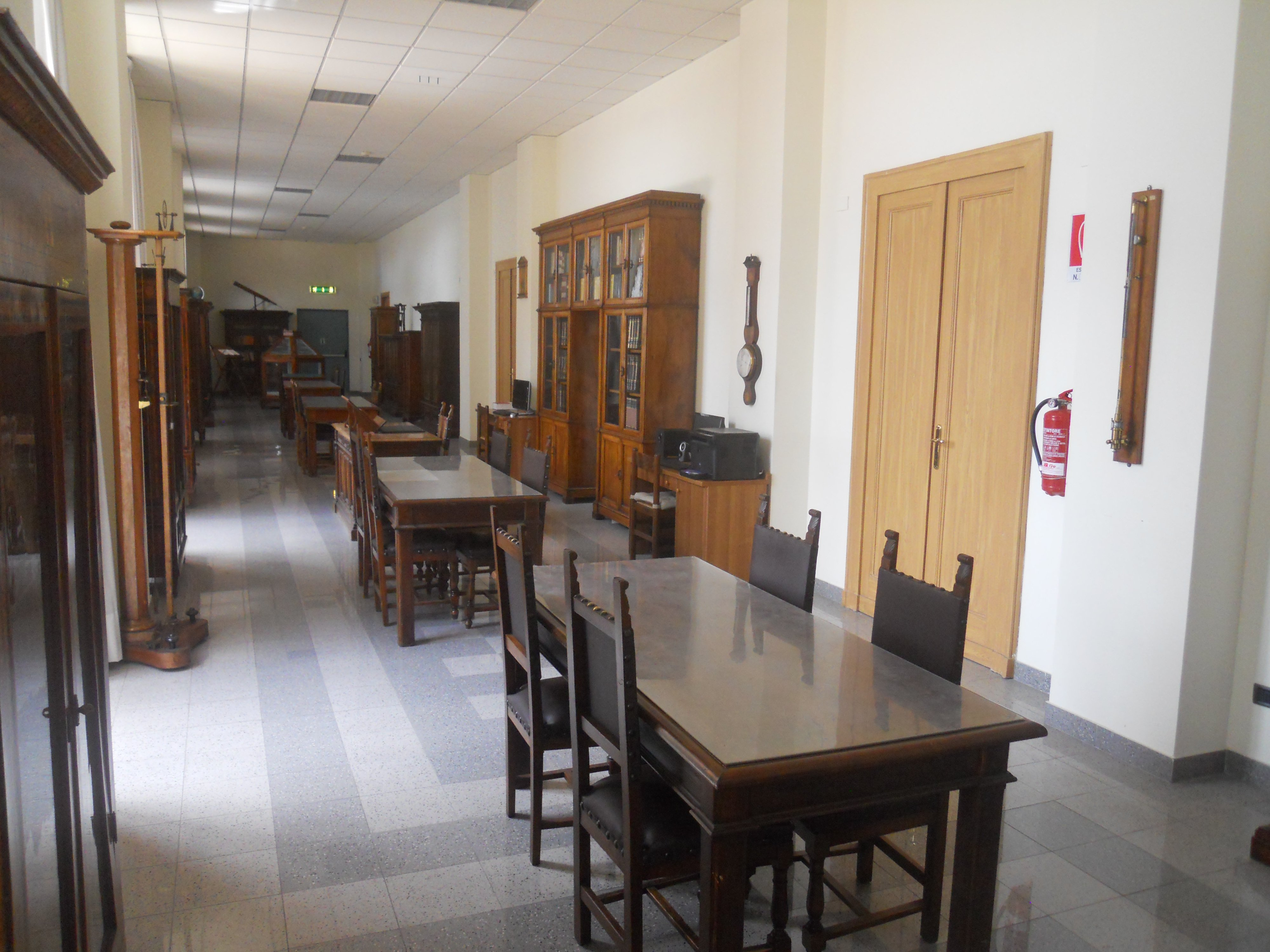
La biblioteca.

Al di sopra del corridoio di accesso alle cappelle, al secondo piano dell'ala settentrionale, trova luogo la biblioteca "Pier Carlo Landucci", inaugurata il 7 maggio 2010 e contenente i volumi sia della precedente biblioteca del Seminario Minore (fino ai restauri degli anni 1990 ospitata in un locale annesso), sia di quella della villa di Torri in Sabina. I libri custoditi, circa tremila, riguardano diversi ambiti: religioso (come teologia, agiografia e liturgica), storico, geografico, musicale, letterario e scientifico.
Nella sala trova luogo anche l'archivio del Seminario Minore, in due sezioni: l'archivio storico, con documentazione prevalentemente relativa all'istituto, e l'archivio generale, con documentazione relativa agli ex-alunni. La biblioteca accoglie anche diverse apparecchiature scientifiche del XIX secolo, nonché una collezione di esemplari di flora antica, dono di papa Leone XIII.

#### Aula magna "Giovanni XXIII"

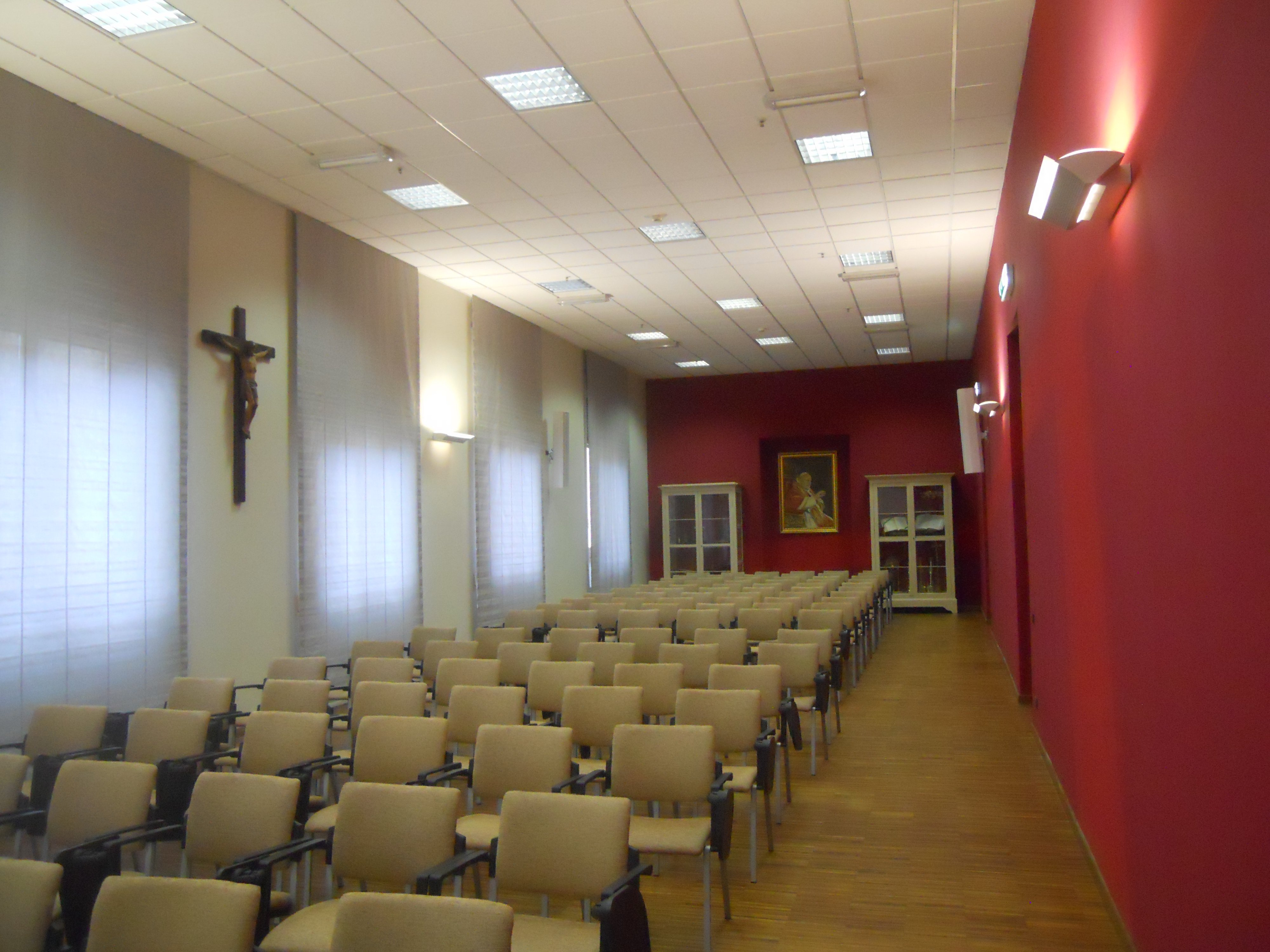
L'aula magna Giovanni XXIII.

Al primo piano dell'edificio, nell'ala orientale, vi è l'aula magna, dedicata a papa Giovanni XXIII; dopo anni di inutilizzo, è stata oggetto di un intervento di ristrutturazione e ripristino nella prima metà del 2014.
L'ambiente è costituito da un'ampia sala a pianta rettangolare illuminata da finestre che si affacciano sul cortile interno dell'edificio. Lungo la parete di fondo, vi sono due armadi, all'interno dei quali è allestita una piccola esposizione di antiche strumentazioni scientifiche e oggetti liturgici (tra questi, messali, candelabri ed un tronetto per l'esposizione del Santissimo Sacramento); all'interno di una nicchia, un quadro raffigurante San Giovanni XXIII, di Goffredo Razzicchia (1961). Nella prospiciente sala "Annunciazione", era affisso l'Arcangelo Gabriele porta l'Annuncio a Maria della nascita di Gesù, un grande dipinto su tela, in stile neomedievale.

### Villa di Torri in Sabina
Poco fuori dall'abitato di Torri in Sabina, in provincia di Rieti, si trova l'ex convento di Sant'Egidio, fino agli anni 1980 sede della villeggiatura estiva, dapprima del Seminario Vaticano, poi del Seminario Minore. Il complesso fu costruito alla metà del XIX secolo per volere del vescovo di Sabina Luigi Lambruschini e, nel 1844, affidato ai frati cappuccini, che ivi rimasero fino a quanto, nel 1861, il convento non fu soppresso; nel 1886, dopo venticinque anni di abbandono, esso venne acquistato da monsignor Giuseppe Dotti, rettore del Seminario Vaticano, e successivamente restaurato e rimodernato.
Fa parte della villa la coeva chiesa di Sant'Egidio realizzata in stile neobarocco. Nella facciata, a salienti, si apre l'unico portale, cui si accede tramite una breve scalinata a doppia rampa. L'interno è a navata unica, con due cappelle per lato, ciascuna delle quali ospita un altare: a destra, il primo è dedicato a san Michele Arcangelo e il secondo alla Madonna, a sinistra, rispettivamente a san Luigi Gonzaga e a san Francesco d'Assisi. La navata termina con un'abside a pianta quadrangolare, con l'altare maggiore in marmi policromi.

## Madonna della Perseveranza

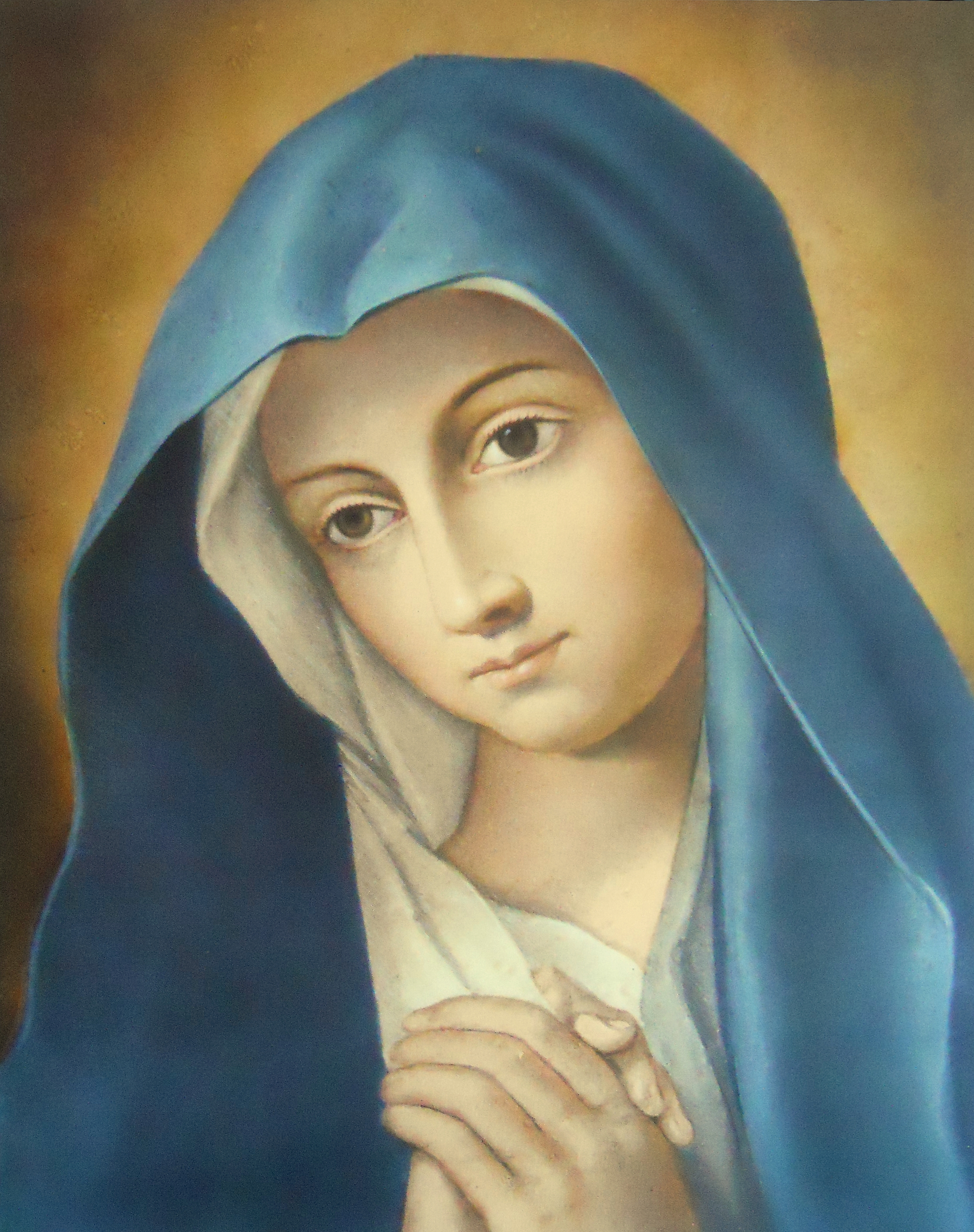
La Madonna della Perseveranza custodita presso il Pontificio Seminario Romano Minore.

La patrona del Pontificio Seminario Romano Minore è la Vergine Maria, invocata con il titolo di Madre della Perseveranza o, più semplicemente, Madonna della Perseveranza, cui è dedicata la cappella minore ove si trova la sacra immagine. Quest'ultima fu introdotta nel Seminario nel 1915 dall'allora direttore spirituale monsignor Francesco Borgongini Duca; fino ad allora fu custodita da monsignor Luigi Benedetti all'interno della propria abitazione, dopo che la chiesa di San Salvatore alle Coppelle – ove si trovava in precedenza – fu concessa ai cattolici di rito orientale bizantino-romeno da papa Pio X nel 1914. L'immagine una volta giunta al Seminario Minore, fu inserita all'interno di una cornice argentea barocca del XVII secolo (già contenente uno specchio) e collocata in un luogo di culto apposito, divenuto in seguito sacrestia e ingresso della cappella della Madonna della Perseveranza. Il dipinto, risalente al XVIII secolo, è realizzato su una lastra di rame e raffigura Maria in posizione orante; le esigue dimensioni dell'opera sono dovute all'utilizzo originario dell'immagine, infatti, i membri della confraternita di Santo Spirito delle Coppelle, secondo la tradizione iniziata da san Filippo Neri, erano soliti portarla con loro durante le visite agli ammalati.
Il culto della Madonna della Perseveranza, tuttavia, era già presente nel Seminario Romano dalla fine del XIX secolo: ad essa era intitolata la cappella della camerata di san Tommaso, ove era custodita un'immagine della Madonna orante. La cappella e la devozione rimasero presenti anche nel Pontificio Seminario Romano Maggiore fino agli anni successivi al Concilio Vaticano II. Nel 1922 fu indetto un concorso per la formulazione di un apposito motto mariano, il cui vincitore fu Ernesto Ruffini con: O Maria, in amore tui, perseverent filii (in italiano: O Maria, rendi perseveranti i figli nel tuo amore).

## Rettori
- Filippo Minio (1913-1917)
- Francesco Roberti (1917-1927)
- Primo Principi (1927-1932)
- Luigi Valentini (1932-1935)
- Pier Carlo Landucci (1935-1936)
- Plinio Pascoli (1936-1948)
- Vincenzo Petragnani (1948-1967)
- Carlo Graziani (1967-1974)
- Enzo Dieci (1974-1984)
- Paolo Selvadagi (1984-2009)
- Roberto Zammerini[33] (2009-2018)
- Andrea Cola (dal 2018)